# Kajanalands brigad
Kajanalands brigad (KAJBR) (finska: Kainuun prikaati (KAIPR)) är en infanteribrigad inom finländska armén som verkat sedan 1966. Förbandsledningen är förlagd inom Kajana garnison i Kajana.

## Historik
Brigaden har sina rötter från det trettioåriga kriget och slaget vid Lech den 5 april 1632, vilket även är det datum som brigaden har som sin traditionella årsdag. Brigadens traditioner rymmer även striderna i Suomussalmi, Raate och Kuhmo under Vinterkriget samt Rukajärvi där 14. divisionen stred under fortsättningskriget. Kajanalands brigad bildades den 1 juli 1966, då Björneborgs brigads batteri från Niinisalo tillfördes till brigaden. Från 1999 ingår brigaden i Försvarsmaktens beredskapsgrupp, vilken är en fredstidsbrigad sammansatt av olika förband som håller en hög beredskapsnivå.

## Verksamhet
Kajanalands brigad utbildar jägare, partigängare, artillerister, pionjärer, signalmän, fordonsförare och servicemän till trupper som behärskar de särskilda förhållandena i Norra Finland. 

## Ingående enheter
Organisationen består av staben och fem truppenheter samt tre regionbyråer. 
- Kajanalands jägarbataljon, utbildar infanterisoldater.
- Kajanalands artilleriregemente, utbildar artillerister och granatkastarsoldater.
- Norra Finlands signalbataljon, utbildar signaltrupper och militärpoliser.
- Pohja pionjärbataljon utbildar pionjärsoldater.
- Kuopio underhållsbataljonen utbildar soldater på underhåll och transporter.

## Förläggningar och övningsplatser
I Kajana har brigaden sin stab. Till brigaden är även tre regionkontor i Uleåborg, Kuopio och Joensuu knutna. Brigadens övningsområden finns i Kassunkuru i Kajana, Vousanka i Kuhmo, Sotinpuro i Nurmes, Hiukkavaara i Uleåborg och Rovajärvi.

## Förbandschefer
Förbandschefen tituleras brigadchef och har sedan 2005 tjänstegraden brigadgeneral. 

- 1966–1967: Överste Kalle Karttunen
- 1967–1971: Överste Olavi Lehti
- 1971–1976: Överste Erkki Koivisto
- 1976–1979: Överste Martti Alatalo
- 1979–1982: Överste Arvo Lauri
- 1982–1984: Överste Heikki Koskelo
- 1984–1988: Överste Antero Pärssinen
- 1988–1990: Överste Pertti Vuolento
- 1990–1992: Överste Kari Hietanen
- 1993–1994: Överste Olavi Jäppilä
- 1994–1997: Överste Ilkka Kylä-Harakka
- 1997–2000: Överste Ilkka Aspara
- 2000–2002: Brigadgeneral Paavo Kiljunen
- 2003–2005: Överste Seppo Toivonen
- 2005–2008: Brigadgeneral Vesa Tynkkynen
- 2008–2009: Brigadgeneral Sakari Honkamaa
- 2010–2012: Brigadgeneral Jukka Ojala
- 2012–2015: Brigadgeneral Jukka Sonninen
- 2015–2017: Brigadgeneral Vesa Virtanen
- 2017–2020: Brigadgeneral Tuomo Repo
- 2020–20xx: Brigadgeneral Manu Tuominen